# Pristimantis actites
Pristimantis actites é uma espécie de anfíbio da família Craugastoridae. É endémica do Equador. Os seus habitats naturais são: florestas secas tropicais ou subtropicais, regiões subtropicais ou tropicais húmidas de alta altitude, jardins rurais e florestas secundárias altamente degradadas. Está ameaçada por perda de habitat.